# Resolució 830 del Consell de Seguretat de les Nacions Unides
La Resolució 830 del Consell de Seguretat de les Nacions Unides fou adoptada per unanimitat el 26 de maig de 1993. Després de considerar un informe del Secretari General de les Nacions Unides sobre la Força de les Nacions Unides d'Observació de la Separació (UNDOF), el Consell es compromet a establir una pau duradora i justa a l'Orient Mitjà.
La resolució dedidí cridar a les parts implicades a implementar immediatament la Resolució 338 (1973), renovar el mandat de la Força d'Observadors durant uns altres sis mesos fins al 30 de novembre de 1993 i demanar que el secretari-general Boutros Boutros-Ghali presenta un informe sobre la situació al final d'aquest període.